# Гранат, Густав
Густав Франс Валлентин Гранат (швед. Gustav Frans Vallentin Granath; род. 15 февраля 1997, Тиммерсдала, Швеция) — шведский футболист, защитник клуба «Вайле».

## Клубная карьера
Начинал заниматься футбол в клубе «Тюмер». Затем перебрался в «Шёвде», где прошёл путь от детской и юношеской команды до взрослой. В сезоне 2014 года трижды попадал в заявку основной команды на матчи первого дивизиона Швеции, но на поле не выходил. Впервые это произошло 11 августа в гостевой игре с «Норрбю». По итогам сезона «Шёвде» покинул лигу. В матче первого тура нового сезона, состоявшемся 11 апреля 2015 года Гранат дебютировал за клуб во втором дивизионе, выйдя в стартовом составе на матч с «Гаутиодом». На 71-й минуте он покинул поле. Первый мяч в карьере забил 17 мая 2016 года в ворота «Кортедалы», принеся своей команде победу. В 2016 году «Шёвде» стал победителем первенства и вернулся в первый дивизион.
10 января 2019 года перешёл в «Дегерфорс», выступающий в Суперэттане, подписав контракт на два года. В его составе дебютировал 19 февраля в матче группового этапа кубка Швеции с «Мальмё». 31 марта сыграл первую игру в чемпионате, выйдя в стартовом составе на гостевой матч с «Сюрианска». За два года в Суперэттане Гранат пропустил лишь только одну игру из-за полученной красной карточки. В 2020 году итоговой турнирной таблице «Дегерфорс» занял второе место и завоевал путёвку в Аллсвенскан на будущий сезон. 12 апреля 2021 года Гранат дебютировал в чемпионате Швеции, отыграв весь матч против АИК.

## Достижения
Дегерфорс
- Серебряный призёр Суперэттана: 2020

## Клубная статистика
| Выступление      | Выступление      | Выступление      | Лига | Лига | Кубки | Кубки | Конт. кубки | Конт. кубки | Итого | Итого |
| Клуб             | Лига             | Сезон            | Игры | Голы | Игры  | Голы  | Игры        | Голы        | Игры  | Голы  |
| ---------------- | ---------------- | ---------------- | ---- | ---- | ----- | ----- | ----------- | ----------- | ----- | ----- |
| Шёвде            | Дивизион 2       | 2015             | 21   | 0    | 1     | 0     | 0           | 0           | 22    | 0     |
| Шёвде            | Дивизион 2       | 2016             | 16   | 1    | 0     | 0     | 0           | 0           | 16    | 1     |
| Шёвде            | Дивизион 1       | 2017             | 26   | 1    | 2     | 0     | 0           | 0           | 28    | 1     |
| Шёвде            | Дивизион 1       | 2018             | 26   | 3    | 1     | 0     | 0           | 0           | 27    | 3     |
| Шёвде            | Итого            | Итого            | 89   | 5    | 4     | 0     | 0           | 0           | 93    | 5     |
| Дегерфорс        | Суперэттан       | 2019             | 30   | 1    | 4     | 1     | 0           | 0           | 34    | 2     |
| Дегерфорс        | Суперэттан       | 2020             | 29   | 3    | 1     | 0     | 0           | 0           | 30    | 3     |
| Дегерфорс        | Аллсвенскан      | 2021             | 9    | 0    | 4     | 0     | 0           | 0           | 13    | 0     |
| Дегерфорс        | Итого            | Итого            | 68   | 4    | 9     | 1     | 0           | 0           | 77    | 5     |
| Всего за карьеру | Всего за карьеру | Всего за карьеру | 157  | 9    | 13    | 1     | 0           | 0           | 170   | 10    |